# Ackerman (Mississippi)
Ackerman è una città (town) degli Stati Uniti d'America, capoluogo della contea di Choctaw, nello Stato del Mississippi.